# Konstituierende Versammlung Litauens

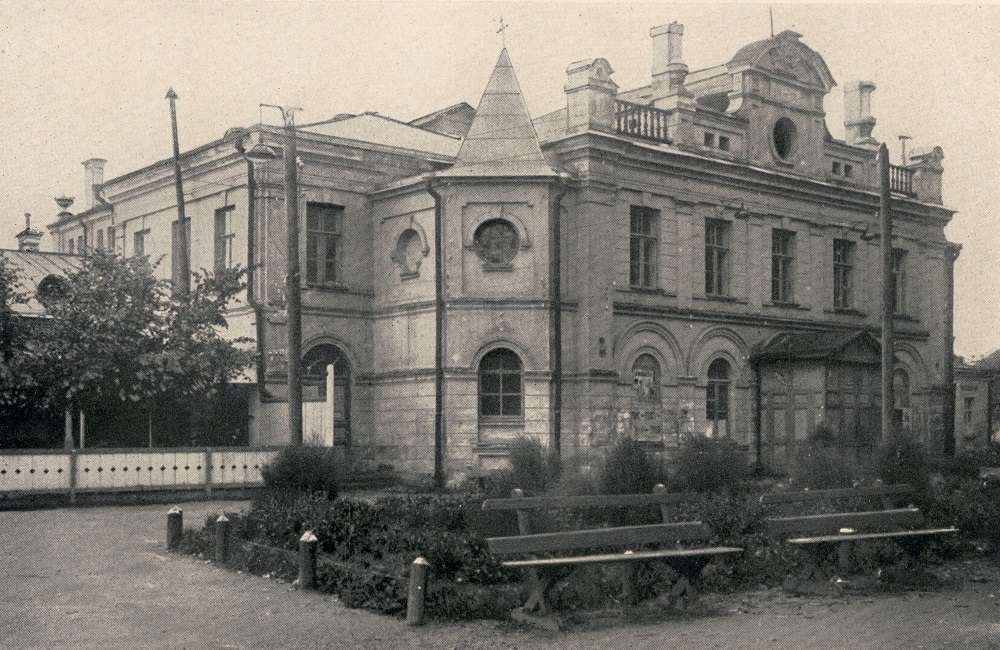
Das Stadttheater von Kaunas, wo am 15. Mai 1920 die erste Sitzung der Konstituierenden Versammlung Litauens stattfand (Bild vor dem Ersten Weltkrieg)

Die Konstituierende Versammlung Litauens (litauisch: Steigiamasis Seimas) war das erste Parlament des unabhängigen Staates Litauen, das in einer direkten, demokratischen, allgemeinen und geheimen Wahl gewählt wurde. Die Versammlung nahm ihre Aufgaben am 15. Mai 1920 auf und wurde im Oktober 1922 aufgelöst.